# Tipsport Superliga 2015/2016
Tipsport Superliga 2015/2016 byla 23. ročníkem nejvyšší mužské florbalové soutěže v Česku. Soutěž změnila název podle nového sponzora, sázkové kanceláře Tipsport.
Základní část soutěže odehrálo 12 týmů systémem dvakrát každý s každým. Chodov ziskem 60 bodů stanovil nový rekord. Prvních osm týmů postoupilo do play-off, ostatní čtyři týmy hrály o udržení (play-down). 
Mistrovský titul získal poprvé tým FAT PIPE Florbal Chodov, který ve finále porazil tým 1. SC Vítkovice Oxdog. Tím se Chodov stal třetím týmem v historii, který zvítězil v Superlize (dříve Extralize). Chodov si vítězstvím zajistil účast na Poháru mistrů, kde získal bronzovou medaili. Mistr předchozí sezóny, Tatran Omlux Střešovice, poprvé v historii neprošel ani přes čtvrtfinále, ve kterém ho vyřadily Vítkovice.
Nováčkem v této sezoně byl tým SK Bivoj Litvínov, výherce 1. ligy v předchozí sezóně, který do Superligy postoupil poprvé. Svoji superligovou účast Litvínov v play-down neudržel, poté, co v základní části nevyhrál ani jeden zápas. Byl nahrazen v následující sezóně vítězem tohoto ročníku 1. ligy, týmem FBC Liberec, který se do Superligy vrátil po jedné sezóně.
Dále po dvou sezónách v Superlize sestoupil tým TJ Sokol Královské Vinohrady po prohře v baráži s poraženým finalistou 1. ligy, týmem FBC Kanonýři Kladno. Kladno se do Superligy vrátilo po dvou sezónách v 1. lize.

## Základní část
| Poř. | Tým                           | Z  | V  | VP | PP | P  | VG  | OG  | B  |
| ---- | ----------------------------- | -- | -- | -- | -- | -- | --- | --- | -- |
| 1.   | FAT PIPE Florbal Chodov       | 22 | 18 | 3  | 0  | 1  | 184 | 103 | 60 |
| 2.   | Technology Florbal MB         | 22 | 17 | 2  | 0  | 3  | 166 | 86  | 55 |
| 3.   | itelligence Bulldogs Brno     | 22 | 12 | 4  | 1  | 5  | 130 | 91  | 45 |
| 4.   | Tatran Omlux Střešovice       | 22 | 14 | 1  | 1  | 6  | 141 | 94  | 45 |
| 5.   | 1. SC Vítkovice Oxdog         | 22 | 13 | 0  | 2  | 7  | 129 | 90  | 41 |
| 6.   | FbŠ Bohemians                 | 22 | 12 | 1  | 2  | 7  | 139 | 135 | 40 |
| 7.   | ACEMA Sparta Praha            | 22 | 9  | 1  | 1  | 11 | 113 | 124 | 30 |
| 8.   | Hu-Fa Panthers Otrokovice     | 22 | 8  | 1  | 3  | 10 | 95  | 122 | 29 |
| 9.   | FBC ČPP Bystroň Group Ostrava | 22 | 7  | 0  | 1  | 14 | 127 | 159 | 22 |
| 10.  | Sokol Pardubice               | 22 | 3  | 2  | 1  | 16 | 109 | 158 | 14 |
| 11.  | TJ Sokol Královské Vinohrady  | 22 | 4  | 0  | 1  | 17 | 100 | 177 | 13 |
| 12.  | SK Bivoj Litvínov             | 22 | 0  | 0  | 2  | 20 | 99  | 202 | 2  |

## Vyřazovací boje

### Pavouk
|  | Čtvrtfinále (na zápasy)   | Čtvrtfinále (na zápasy)   |                         |   | Semifinále (na zápasy) | Semifinále (na zápasy) |  |  | Superfinále (skóre) | Superfinále (skóre) |
|  |                           |                           |                         |   |                        |                        |  |  |                     |                     |
|  |                           |                           |                         |   |                        |                        |  |  |                     |                     |
|  | FAT PIPE Florbal Chodov   | 4                         |                         |   |                        |                        |  |  |                     |                     |
|  | FAT PIPE Florbal Chodov   | 4                         |                         |   |                        |                        |  |  |                     |                     |
|  | ACEMA Sparta Praha        | 2                         |                         |   |                        |                        |  |  |                     |                     |
|  | ACEMA Sparta Praha        | 2                         | FAT PIPE Florbal Chodov | 4 |                        |                        |  |  |                     |                     |
|  |                           |                           | FAT PIPE Florbal Chodov | 4 |                        |                        |  |  |                     |                     |
|  |                           | itelligence Bulldogs Brno | 0                       |   |                        |                        |  |  |                     |                     |
|  | Technology Florbal MB     | itelligence Bulldogs Brno | 0                       | 4 |                        |                        |  |  |                     |                     |
|  | Technology Florbal MB     |                           |                         | 4 |                        |                        |  |  |                     |                     |
|  | Hu-Fa Panthers Otrokovice | 0                         |                         |   |                        |                        |  |  |                     |                     |
|  | Hu-Fa Panthers Otrokovice | 0                         | FAT PIPE Florbal Chodov | 5 |                        |                        |  |  |                     |                     |
|  |                           |                           | FAT PIPE Florbal Chodov | 5 |                        |                        |  |  |                     |                     |
|  |                           | 1. SC Vítkovice Oxdog     | 4                       |   |                        |                        |  |  |                     |                     |
|  | itelligence Bulldogs Brno | 1. SC Vítkovice Oxdog     | 4                       | 4 |                        |                        |  |  |                     |                     |
|  | itelligence Bulldogs Brno |                           |                         | 4 |                        |                        |  |  |                     |                     |
|  | FbŠ Bohemians             | 2                         |                         |   |                        |                        |  |  |                     |                     |
|  | FbŠ Bohemians             | 2                         | Technology Florbal MB   | 3 |                        |                        |  |  |                     |                     |
|  |                           |                           | Technology Florbal MB   | 3 |                        |                        |  |  |                     |                     |
|  |                           | 1. SC Vítkovice Oxdog     | 4                       |   |                        |                        |  |  |                     |                     |
|  | Tatran Omlux Střešovice   | 1. SC Vítkovice Oxdog     | 4                       | 3 |                        |                        |  |  |                     |                     |
|  | Tatran Omlux Střešovice   |                           |                         | 3 |                        |                        |  |  |                     |                     |
|  | 1. SC Vítkovice Oxdog     | 4                         |                         |   |                        |                        |  |  |                     |                     |
|  | 1. SC Vítkovice Oxdog     | 4                         |                         |   |                        |                        |  |  |                     |                     |

### Čtvrtfinále
První tři týmy si postupně zvolily soupeře pro čtvrtfinále z druhé čtveřice.
FAT PIPE Florbal Chodov – ACEMA Sparta Praha 4 : 2 na zápasy – Zpráva
- 15. 3. 2016 17:00, Chodov – Sparta 18 : 3 (2:1, 3:0, 3:2)
- 16. 3. 2016 20:15, Chodov – Sparta 17 : 6 (5:2, 1:2, 1:2)
- 12. 3. 2016 20:00, Sparta – Chodov 10 : 3 (2:0, 3:1, 5:2)
- 13. 3. 2016 20:00, Sparta – Chodov 16 : 7 (1:3, 0:2, 5:2)
- 15. 3. 2016 20:00, Chodov – Sparta 15 : 8 (2:0, 2:5, 1:3)
- 17. 3. 2016 17:00, Sparta – Chodov 13 : 8 (0:3, 1:1, 2:4)

Technology Florbal MB – Hu-Fa Panthers Otrokovice 4 : 0 na zápasy – Zpráva
- 15. 3. 2016 20:00, Boleslav – Otrokovice 4 : 0 (1:0, 2:0, 1:0)
- 16. 3. 2016 18:00, Boleslav – Otrokovice 7 : 5 (2:1, 3:1, 2:3)
- 12. 3. 2016 19:30, Otrokovice – Boleslav 2 : 5 (1:2, 0:1, 1:2)
- 14. 3. 2016 20:15, Otrokovice – Boleslav 1 : 6 (0:1, 0:2, 1:3)

itelligence Bulldogs Brno – FbŠ Bohemians 4 : 2 na zápasy – Zpráva
- 15. 3. 2016 20:00, Bulldogs – Bohemians 7 : 6 (6:3, 0:1, 1:2)
- 16. 3. 2016 17:00, Bulldogs – Bohemians 4 : 3 (2:0, 0:1, 2:2)
- 12. 3. 2016 17:00, Bohemians – Bulldogs 5 : 4p (0:2, 1:2, 3:0, 1:0)
- 13. 3. 2016 17:00, Bohemians – Bulldogs 6 : 3 (1:0, 1:2, 4:1)
- 16. 3. 2016 20:15, Bulldogs – Bohemians 9 : 5 (2:2, 2:1, 5:2)
- 18. 3. 2016 19:00, Bohemians – Bulldogs 5 : 7 (0:3, 3:0, 2:4)

Tatran Omlux Střešovice – 1. SC Vítkovice Oxdog 3 : 4 na zápasy – Zpráva
- 15. 3. 2016 19:00, Tatran – Vítkovice 5 : 4ts (1:2, 2:1, 1:1, 0:0)
- 16. 3. 2016 17:00, Tatran – Vítkovice 4 : 5 (2:3, 1:0, 1:2)
- 12. 3. 2016 17:25, Vítkovice – Tatran 5 : 4 (1:2, 1:0, 3:2)
- 13. 3. 2016 17:00, Vítkovice – Tatran 3 : 4p (1:0, 1:1, 1:2, 0:1)
- 15. 3. 2016 19:00, Tatran – Vítkovice 5 : 3 (4:2, 1:1, 0:0)
- 17. 3. 2016 19:00, Vítkovice – Tatran 7 : 4 (0:0, 3:3, 4:1)
- 20. 3. 2016 15:00, Tatran – Vítkovice 4 : 6 (2:0, 1:1, 1:5)

### Semifinále
Nejlépe umístěný tým v základní části z postupujících do semifinále (FAT PIPE Florbal Chodov) si zvolil soupeře (itelligence Bulldogs Brno) ze dvou nejhůře umístěných postupující týmů.
FAT PIPE Florbal Chodov – itelligence Bulldogs Brno 4 : 0 na zápasy – Zpráva
- 27. 3. 2016 12:40, Chodov – Bulldogs 11 : 1 (3:1, 4:0, 4:0)
- 28. 3. 2016 18:00, Chodov – Bulldogs 13 : 2 (0:0, 0:1, 3:1)
- 22. 4. 2016 17:00, Bulldogs – Chodov 14 : 5 (1:1, 0:0, 3:4)
- 23. 4. 2016 12:45, Bulldogs – Chodov 16 : 8 (0:1, 2:4, 4:3)

Technology Florbal MB – 1. SC Vítkovice Oxdog 3 : 4 na zápasy – Zpráva
- 26. 3. 2016 13:15, Boleslav – Vítkovice 6 : 5p (3:3, 1:1, 1:1, 1:0)
- 27. 3. 2016 17:00, Boleslav – Vítkovice 6 : 5 (2:2, 2:3, 2:0)
- 02. 4. 2016 17:00, Vítkovice – Boleslav 3 : 2 (1:0, 1:1, 1:1)
- 04. 4. 2016 20:20, Vítkovice – Boleslav 7 : 4 (2:0, 4:2, 1:2)
- 06. 4. 2016 20:15, Boleslav – Vítkovice 3 : 6 (2:1, 1:2, 0:3)
- 08. 4. 2016 19:00, Vítkovice – Boleslav 3 : 4 (1:0, 1:1, 1:3)
- 10. 4. 2016 13:15, Boleslav – Vítkovice 4 : 5 (0:1, 0:2, 4:2)

### Superfinále
O mistru Superligy rozhodl jeden zápas tzv. superfinále 17. dubna 2016 v O2 areně v Praze. Superfinále překonalo dosavadní rekord v návštěvnosti na českém florbalovém ligovém zápase, když jej vidělo 12 144 diváků. Tento rekord vydržel sedm let do superfinále v roce 2023.
- 17. 4. 2016 16:26, FAT PIPE Florbal Chodov – 1. SC Vítkovice Oxdog 5 : 4 (2:2, 1:2, 2:0)[4][25] – Zpráva

## Boje o udržení
Hráli 9. s 12. a 10. s 11. po základní části. Vítězové z 1. kola zůstali v Superlize, poražení hráli 2. kolo.

### Pavouk
|  | 1. kolo (na zápasy)          | 1. kolo (na zápasy) |                              |   | 2. kolo (na zápasy) | 2. kolo (na zápasy) |
|  |                              |                     |                              |   |                     |                     |
|  |                              |                     |                              |   |                     |                     |
|  | Sokol Pardubice              | 4                   |                              |   |                     |                     |
|  | Sokol Pardubice              | 4                   |                              |   |                     |                     |
|  | TJ Sokol Královské Vinohrady | 2                   |                              |   |                     |                     |
|  | TJ Sokol Královské Vinohrady | 2                   | TJ Sokol Královské Vinohrady | 4 |                     |                     |
|  |                              |                     | TJ Sokol Královské Vinohrady | 4 |                     |                     |
|  |                              | SK Bivoj Litvínov   | 3                            |   |                     |                     |
|  | FBC Ostrava                  | SK Bivoj Litvínov   | 3                            | 4 |                     |                     |
|  | FBC Ostrava                  |                     |                              | 4 |                     |                     |
|  | SK Bivoj Litvínov            | 0                   |                              |   |                     |                     |

### 1. kolo
Sokol Pardubice – TJ Sokol Královské Vinohrady 4 : 2 na zápasy – Zpráva
- 15. 3. 2016 14:00, Pardubice – Vinohrady 16 : 4 (2:1, 3:1, 1:2)
- 16. 3. 2016 14:00, Pardubice – Vinohrady 14 : 2 (0:0, 1:2, 3:0)
- 12. 3. 2016 20:00, Vinohrady – Pardubice 10 : 7 (3:1, 2:1, 5:5)
- 13. 3. 2016 18:00, Vinohrady – Pardubice 14 : 6 (1:1, 1:2, 2:3)
- 15. 3. 2016 19:30, Pardubice – Vinohrady 13 : 4 (0:0, 2:3, 1:1)
- 17. 3. 2016 20:00, Vinohrady – Pardubice 12 : 4 (0:2, 1:0, 1:2)

FBC ČPP Bystroň Group Ostrava – SK Bivoj Litvínov 4 : 0 na zápasy – Zpráva
- 15. 3. 2016 17:00, Ostrava – Litvínov 8 : 6 (5:1, 3:2, 0:3)
- 16. 3. 2016 17:00, Ostrava – Litvínov 9 : 4 (1:1, 1:2, 7:1)
- 12. 3. 2016 19:00, Litvínov – Ostrava 4 : 6 (2:0, 0:2, 2:4)
- 13. 3. 2016 18:30, Litvínov – Ostrava 2 : 6 (1:0, 0:3, 1:3)

### 2. kolo
Hráli poražení z prvního kola. Vítěz hrál baráž a poražený sestoupil do 1. ligy.
TJ Sokol Královské Vinohrady – SK Bivoj Litvínov 4 : 3 na zápasy – Zpráva
- 25. 3. 2016 18:00, Vinohrady – Litvínov 5 : 6p (3:1, 2:3, 0:1, 0:1)
- 28. 3. 2016 18:00, Vinohrady – Litvínov 7 : 6 (2:2, 1:3, 4:1)
- 02. 4. 2016 19:30, Litvínov – Vinohrady 5 : 6p (1:1, 2:1, 2:3, 0:1)
- 03. 4. 2016 19:30, Litvínov – Vinohrady 2 : 4 (0:2, 1:0, 1:2)
- 05. 4. 2016 20:00, Vinohrady – Litvínov 9 : 2 (2:1, 4:1, 3:0)
- 07. 4. 2016 20:00, Litvínov – Vinohrady 7 : 4 (2:2, 1:1, 4:1)
- 10. 4. 2016 18:00, Vinohrady – Litvínov 6 : 4 (1:2, 3:0, 2:2)

### Baráž
Hrál poražený 2. kola s druhým z 1. ligy. Vítěz hrál v nové sezoně Superligu, poražený 1. ligu.
TJ Sokol Královské Vinohrady – FBC Kanonýři Kladno 0 : 3 na zápasy – Zpráva
- 16. 4. 2016 18:05, Vinohrady – Kladno 14 : 6 (1:3, 1:3, 2:0)
- 23. 4. 2016 19:00, Kladno – Vinohrady 18 : 5 (3:0, 3:1, 2:4)
- 24. 4. 2016 17:00, Kladno – Vinohrady 12 : 9 (5:2, 4:1, 3:6)

## Konečné pořadí
| Pořadí           | Tým                           |
| ---------------- | ----------------------------- |
| Zlatá medaile    | FAT PIPE Florbal Chodov       |
| Stříbrná medaile | 1. SC Vítkovice Oxdog         |
| Bronzová medaile | Technology Florbal MB         |
| 4.               | itelligence Bulldogs Brno     |
| 5.               | Tatran Omlux Střešovice       |
| 6.               | FbŠ Bohemians                 |
| 7.               | ACEMA Sparta Praha            |
| 8.               | Hu-Fa Panthers Otrokovice     |
| 9.               | FBC ČPP Bystroň Group Ostrava |
| 10.              | Sokol Pardubice               |
| 11.              | TJ Sokol Královské Vinohrady  |
| 12.              | SK Bivoj Litvínov             |

## Nejužitečnější hráči
Nejužitečnějšími hráči Superligy byli zvoleni:
1. Jiří Curney (Technology Florbal MB)
2. Patrik Dóža  (FAT PIPE Florbal Chodov)
3. Marek Matejčík (1. SC Vítkovice Oxdog)